# Silvestre Siale Bileka
Silvestre Siale Bileka (1939) es un político ecuatoguineano.

## Biografía
Fungió como primer ministro desde el 4 de marzo de 1992 hasta el 11 de abril de 1996. Es miembro del Partido Democrático de Guinea Ecuatorial. Fue presidente de la Corte Suprema de Justicia, cargo del que dimitió debido a un conflicto de dicho órgano con el Parlamento.
Actualmente se desempeña como miembro del Senado de Guinea Ecuatorial.